# Logelheim
Logelheim [loɡəlaim]  est une commune française située dans la circonscription administrative du Haut-Rhin et, depuis le 1er janvier 2021, dans le territoire de la Collectivité européenne d'Alsace, en région Grand Est.
Cette commune se trouve dans la région historique et culturelle d'Alsace.
Il y est organisé la fête celtique le dernier week-end du mois de juillet, jusqu'en 2011, dernière année où elle s'est déroulée, ainsi qu'une fête du potiron, fin octobre.

## Géographie
Logelheim se situe à côté de l'Ill dans la plaine céréalière alsacienne et à 7 km de Colmar. 
 Il y a de grandes exploitations agricoles, ainsi que des élevages de volailles et de porcins.
|                        | Sundhoffen |              |
| Sainte-Croix-en-Plaine | Logelheim  | Appenwihr    |
|                        |            | Hettenschlag |

### Hydrographie

#### Réseau hydrographique
La commune est dans le bassin versant du Rhin au sein du bassin Rhin-Meuse. Elle est drainée par l'Ill,.
L'Ill, d'une longueur de 217 km, prend sa source dans la commune de Winkel et se jette  dans le Grand Canal d'Alsace à Offendorf, après avoir traversé 68 communes. Les caractéristiques hydrologiques de l'Ill sont données par la station hydrologique située sur la commune de Sundhoffen. Le débit moyen mensuel est de 13,9 m3/s. Le débit moyen journalier maximum est de 196 m3/s, atteint lors de la crue du 14 janvier 2004. Le débit instantané maximal est quant à lui de 236 m3/s, atteint le même jour.

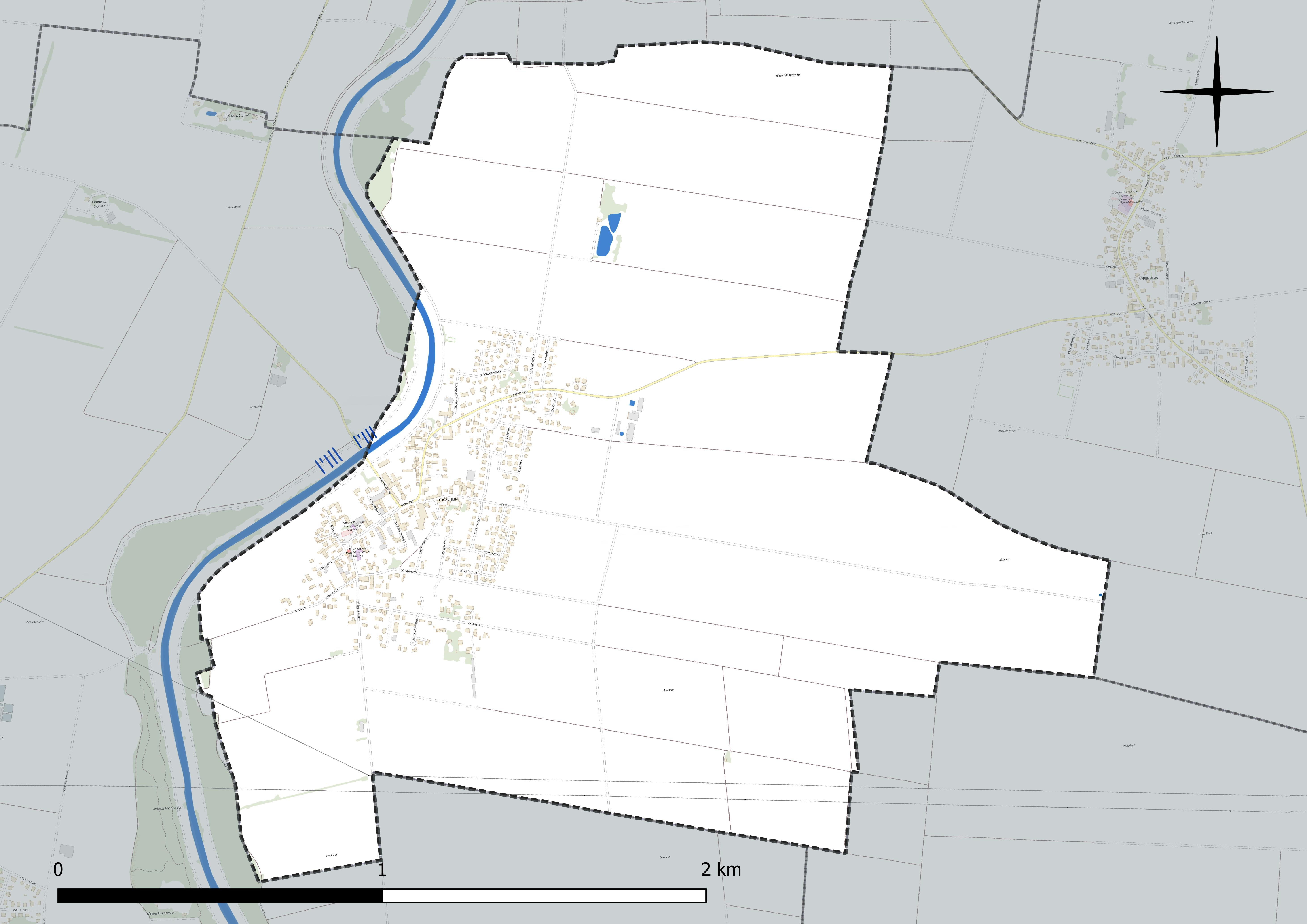
Réseau hydrographique de Logelheim.

#### Gestion et qualité des eaux
Le territoire communal est couvert par le schéma d'aménagement et de gestion des eaux (SAGE) « Ill Nappe Rhin ». Ce document de planification concerne la nappe phréatique rhénane, les cours d'eau de la plaine d'Alsace et du piémont oriental du Sundgau, les canaux situés entre l'Ill et le Rhin et les zones humides de la plaine d'Alsace. Le périmètre s’étend sur 3 596 km2. Il a été approuvé le 17 janvier 2005. La structure porteuse de l'élaboration et de la mise en œuvre est la région Grand Est. 
La qualité des cours d’eau peut être consultée sur un site dédié géré par les agences de l’eau et l’Agence française pour la biodiversité. 

### Climat
Pour des articles plus généraux, voir Climat du Grand Est et Climat du Haut-Rhin.
En 2010, le climat de la commune est de type climat océanique altéré, selon une étude du Centre national de la recherche scientifique s'appuyant sur une série de données couvrant la période 1971-2000. En 2020, Météo-France publie une typologie des climats de la France métropolitaine dans laquelle la commune est exposée à un climat semi-continental et est dans la région climatique  Alsace, caractérisée par une pluviométrie faible, particulièrement en automne et en hiver, un été chaud et bien ensoleillé, une humidité de l’air basse au printemps et en été, des vents faibles et des brouillards fréquents en automne (25 à 30 jours). 
Pour la période 1971-2000, la température annuelle moyenne est de 10,6 °C, avec une amplitude thermique annuelle de 17,7 °C. Le cumul annuel moyen de précipitations est de 580 mm, avec 8,2 jours de précipitations en janvier et 9,1 jours en juillet. Pour la période 1991-2020, la température moyenne annuelle observée sur la station météorologique de Météo-France la plus proche, « Colmar-Inra », sur la commune de Colmar à 8 km à vol d'oiseau, est de 11,3 °C et le cumul annuel moyen de précipitations est de 558,0 mm. 
La température maximale relevée sur cette station est de 39,6 °C, atteinte le 13 août 2003 ; la température minimale est de −22,5 °C, atteinte le 22 février 1986,,. 
Les paramètres climatiques de la commune ont été estimés pour le milieu du siècle (2041-2070) selon différents scénarios d'émission de gaz à effet de serre à partir des nouvelles projections climatiques de référence DRIAS-2020. Ils sont consultables sur un site dédié publié par Météo-France en novembre 2022.

## Urbanisme

### Typologie
Au 1er janvier 2024, Logelheim est catégorisée petite ville, selon la nouvelle grille communale de densité à sept niveaux définie par l'Insee en 2022.
Elle est située hors unité urbaine. Par ailleurs la commune fait partie de l'aire d'attraction de Colmar, dont elle est une commune de la couronne,. Cette aire, qui regroupe 95 communes, est catégorisée dans les aires de 50 000 à moins de 200 000 habitants,.

### Occupation des sols
L'occupation des sols de la commune, telle qu'elle ressort de la base de données européenne d’occupation biophysique des sols Corine Land Cover (CLC), est marquée par l'importance des territoires agricoles (88,5 % en 2018), en diminution par rapport à 1990 (89,8 %). La répartition détaillée en 2018 est la suivante : 
terres arables (88,5 %), zones urbanisées (11,2 %), forêts (0,3 %). L'évolution de l’occupation des sols de la commune et de ses infrastructures peut être observée sur les différentes représentations cartographiques du territoire : la carte de Cassini (XVIIIe siècle), la carte d'état-major (1820-1866) et les cartes ou photos aériennes de l'IGN pour la période actuelle (1950 à aujourd'hui).

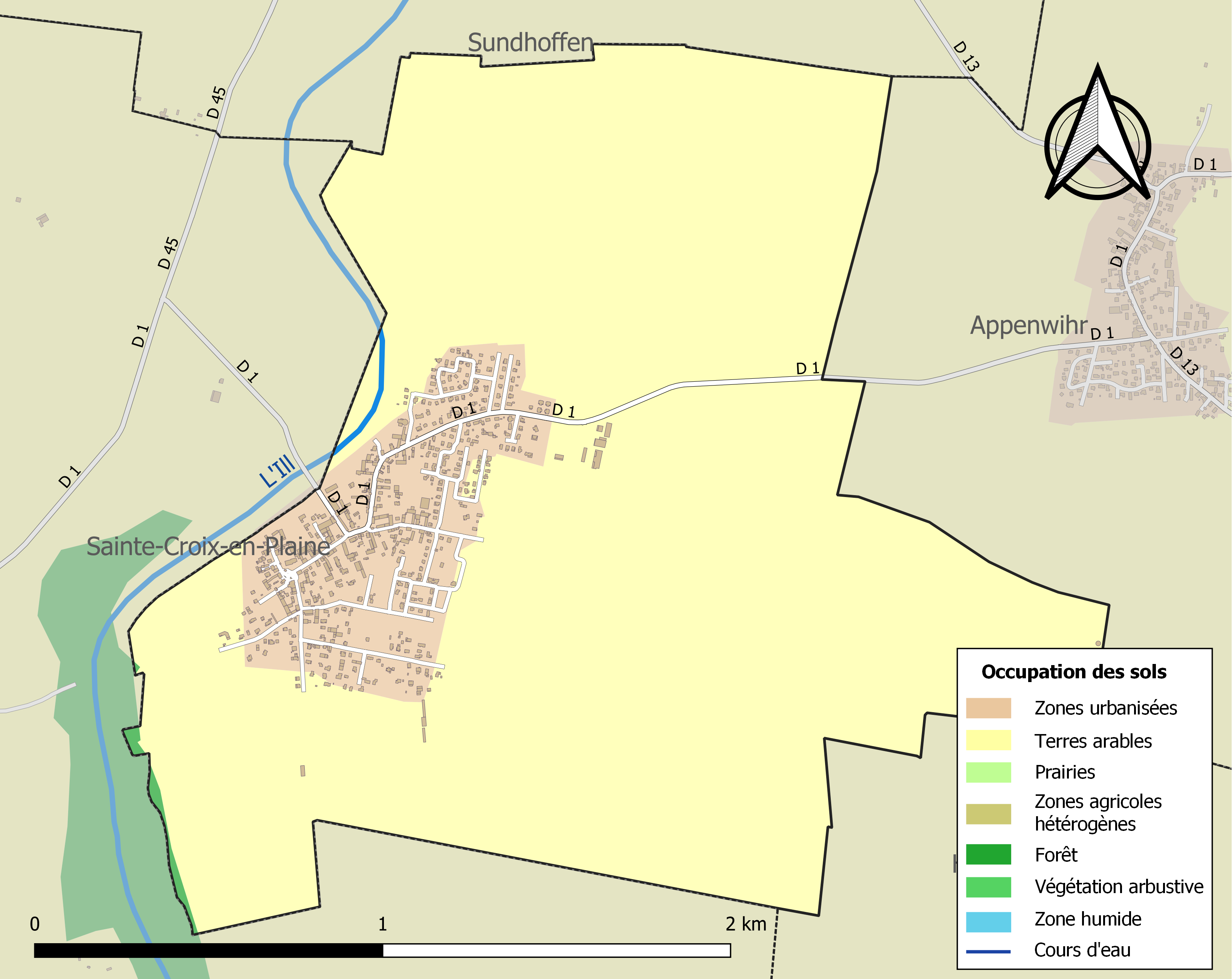
Carte des infrastructures et de l'occupation des sols de la commune en 2018 (CLC).

## Histoire
- On évoque le village sous le nom de Lageln en l'an 770 avec le premier duc d'Alsace, Bonifacius Gandius.
- Vers 1025, Logelheim devient une possession des Landgraffs de Habsbourg.
- En 1224, l'abbaye d'Ebermunster est dépossédée de ses droits sur Logelheim au profit des couvents de Masevaux et Sainte-Croix-en-Plaine.
- En 1444, les Armagnacs détruisent le village.
- De 1500 à 1546, Logelheim se développe, les premières digues de l'Ill sont mises en place.
- En 1563, la seigneurie de Hohlandsbourg dont Logelheim fait partie est vendue au chevalier Lazare de Schwendi.
- De 1621 à 1640, Le village est détruit par différents envahisseurs.
- Après la Révolution, le premier conseil municipal a élu M. François Antoine Roth au poste de Maire.
- En 1797, Logelheim perd 200 hectares de terres qui furent répartis entre Hettenschlag et Weckolsheim vu l'absence de ses représentants lors des répartitions.
- En 1800, Logelheim dénombrait 251 habitants et 476 en 1850.
- En 1997, le recensement indique 567 habitants ; la commune possède un patrimoine de 400 ha de terres et a rejoint le SIVOM Pays de Brisach.

### Héraldique
| Blason de Logelheim | Les armes de Logelheim se blasonnent ainsi : « D'argent à l'anse de tonnelet ouverte de gueules. » |

## Politique et administration
Liste des maires :
- Bellicam Gervais (père) : 1884 - 1908
- Bellicam Gervais (fils) : 1908 - 1919
- Bellicam Armand : 1919 - 1929
- Bellicam Alphonse : 1929 - 1945
- Heinrich Antoine : 1945 - 1963
- Mann Lucien : 1963 - 1971
- Heinrich François : 1971 - 1995
- Haenn Léonard  : 1995 - 2006
- Olry Jacques :  2006 - 2014
- Kammerer Joseph (LR) : depuis 2014 (Réélu pour le mandat 2020-2026[18]
Conseiller départemental depuis 2021

## Démographie
L'évolution du nombre d'habitants est connue à travers les recensements de la population effectués dans la commune depuis 1793. Pour les communes de moins de 10 000 habitants, une enquête de recensement portant sur toute la population est réalisée tous les cinq ans, les populations de référence des années intermédiaires étant quant à elles estimées par interpolation ou extrapolation. Pour la commune, le premier recensement exhaustif entrant dans le cadre du nouveau dispositif a été réalisé en 2005.

En 2022, la commune comptait 950 habitants, en évolution de +15,29 % par rapport à 2016 (Haut-Rhin : +0,66 %, France hors Mayotte : +2,11 %).
| 1793 | 1800 | 1806 | 1821 | 1831 | 1836 | 1841 | 1846 | 1851 |
| ---- | ---- | ---- | ---- | ---- | ---- | ---- | ---- | ---- |
| 252  | 250  | 270  | 300  | 363  | 423  | 421  | 433  | 409  |

| 1856 | 1861 | 1866 | 1871 | 1875 | 1880 | 1885 | 1890 | 1895 |
| ---- | ---- | ---- | ---- | ---- | ---- | ---- | ---- | ---- |
| 404  | 411  | 403  | 397  | 381  | 392  | 382  | 371  | 333  |

| 1900 | 1905 | 1910 | 1921 | 1926 | 1931 | 1936 | 1946 | 1954 |
| ---- | ---- | ---- | ---- | ---- | ---- | ---- | ---- | ---- |
| 344  | 342  | 334  | 312  | 304  | 317  | 299  | 288  | 299  |

| 1962 | 1968 | 1975 | 1982 | 1990 | 1999 | 2005 | 2006 | 2010 |
| ---- | ---- | ---- | ---- | ---- | ---- | ---- | ---- | ---- |
| 312  | 301  | 385  | 395  | 406  | 585  | 762  | 802  | 835  |

| 2015 | 2020 | 2022 | - | - | - | - | - | - |
| ---- | ---- | ---- | - | - | - | - | - | - |
| 832  | 874  | 950  | - | - | - | - | - | - |

## Lieux et monuments

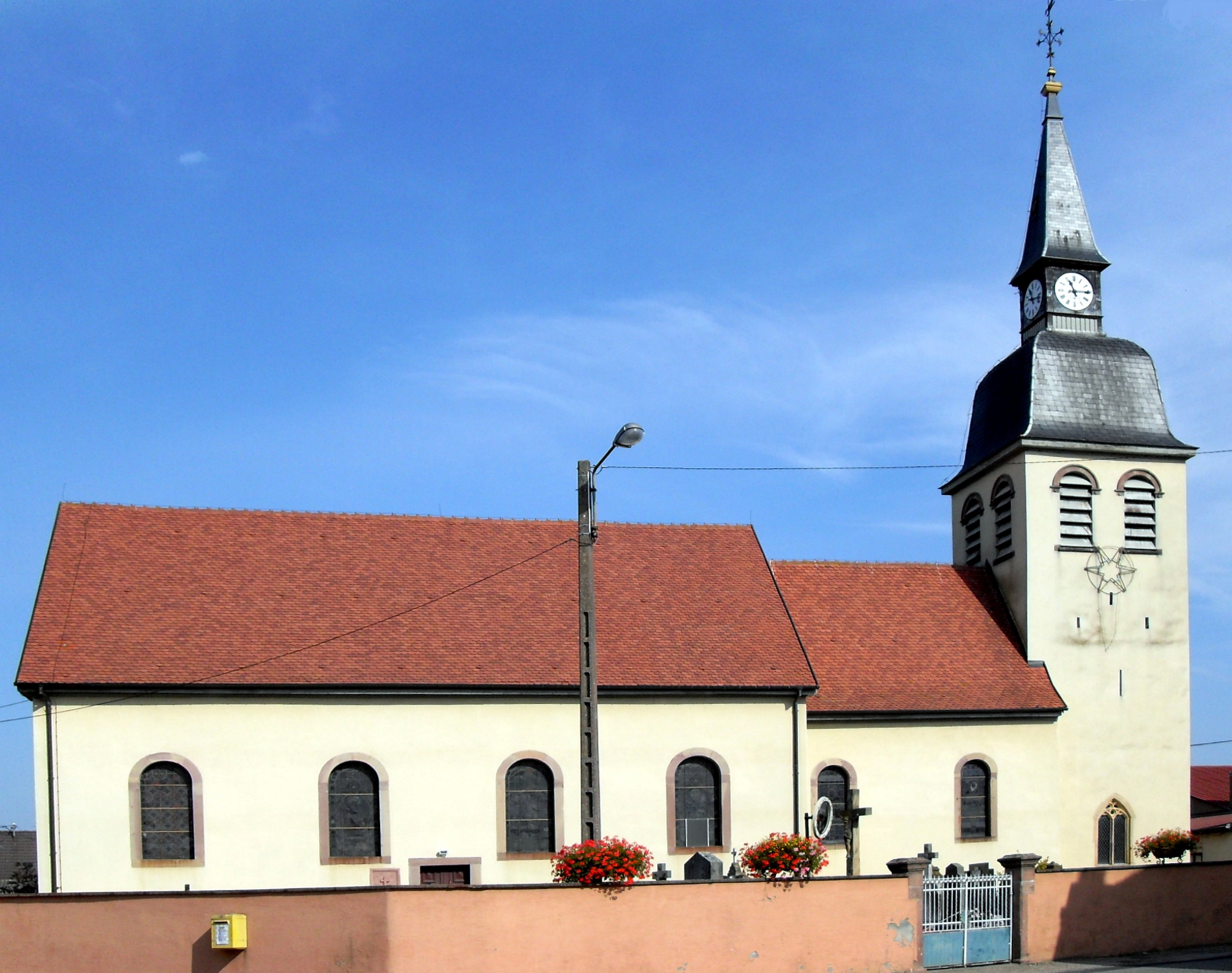
L'église Saint-Maurice.

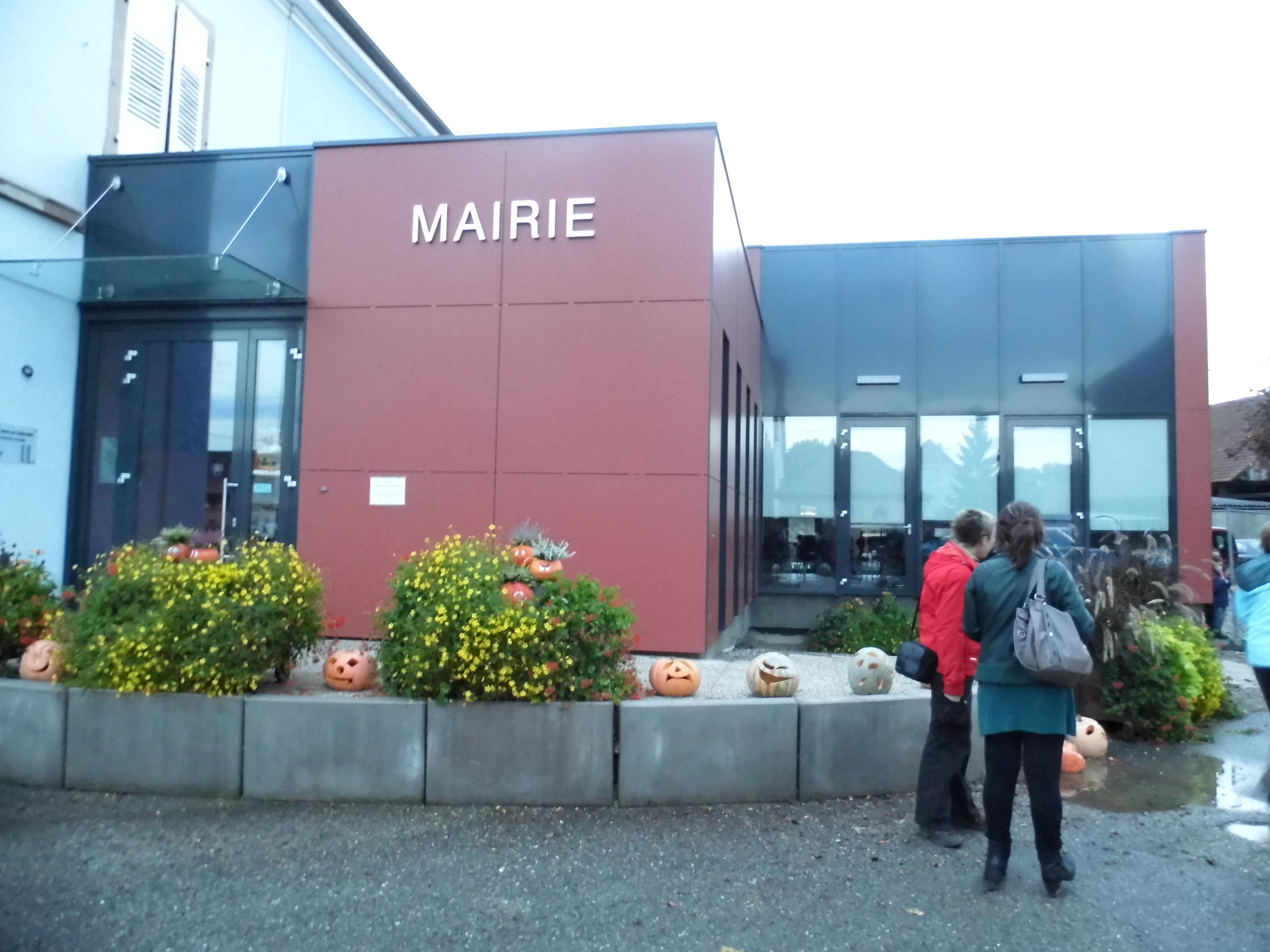
La nouvelle mairie.

- Fermes anciennes, l'une avec pigeonnier XVIe.
- Église Saint-Maurice, 1re moitié XIXe.
- Clocher ancien.

## Fêtes et Animations

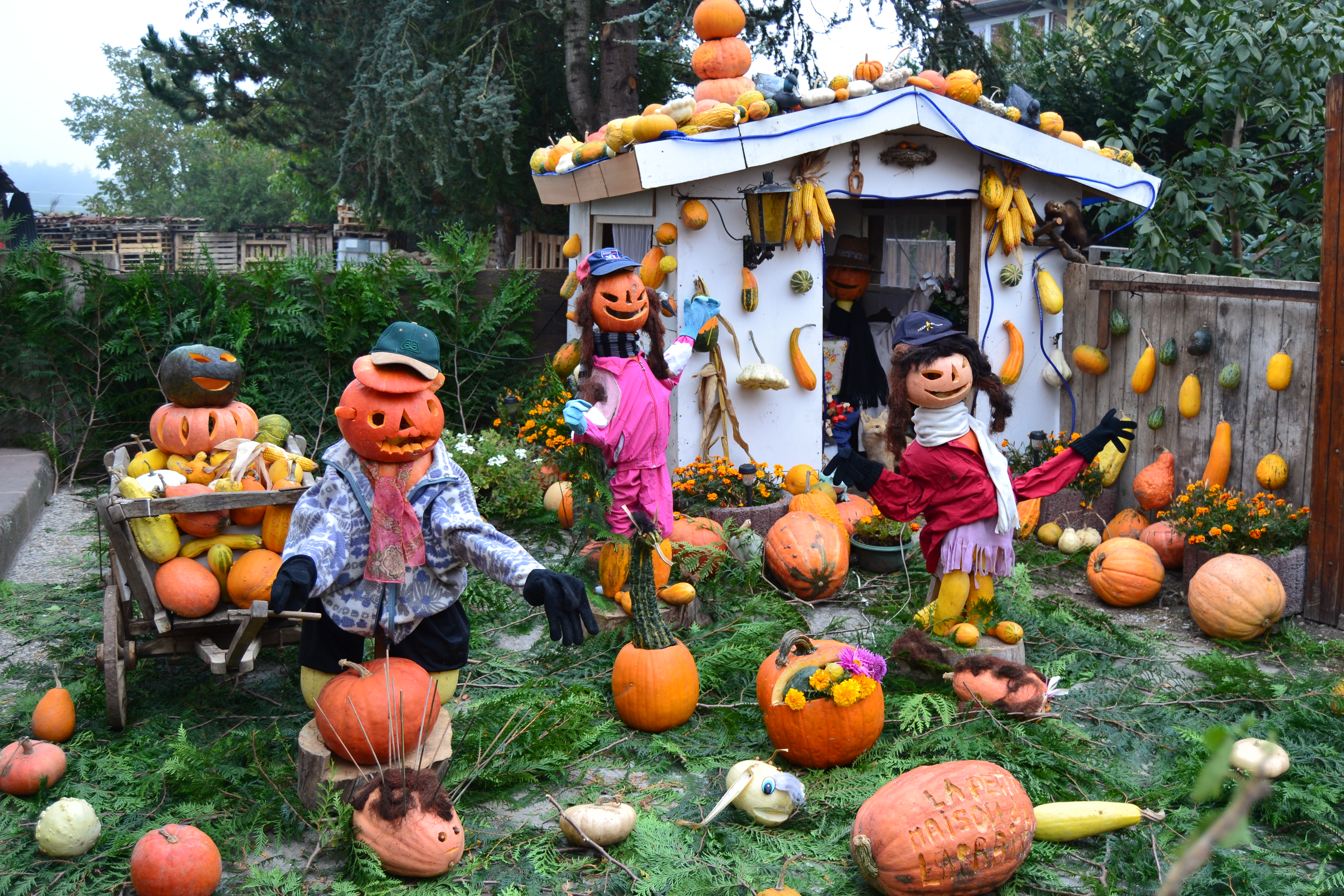
du potiron en 2011.

- La fête nationale - grand bal populaire la nuit du 13 juillet, organisé par l'association « Kumpelnascht ».
- La fête celtique (dernier samedi de juillet) jusqu'en 2011[23].
- La kermesse paroissiale (en août).
- La fête du potiron tous les deux ans (années impaires en octobre)[24].